# Signe de vie, signe d'amour
Singles de Alain Chamfort
Dans les ruisseaux
(1972) L'Amour en France
(1973)
Signe de vie, signe d'amour est une chanson d'Alain Chamfort sorti en 1972 en 45 tours chez les Disques Flèche.

## Historique
Le titre écrit par Jean-Michel Rivat et composé par Michel Pelay et Alain Chamfort est le second titre du chanteur à sortir en 45 tours (après Dans les ruisseaux la même année).
Cette chanson lance définitivement sa carrière (le single se vend à plus de 250 000 exemplaires et se classe au hit-parade d'Europe 1) et surtout avec une étiquette de « chanteur à minettes » qui lui collera à la peau jusqu'en 1979 et le raz-de-marée Manureva.
À noter que cette chanson est sortie avec deux pochettes différentes : l'une avec Alain Chamfort qui ne sourit pas, l'autre, il sourit.

## Liste des titres
| A1. | Signe de vie, signe d'amour | Jean-Michel Rivat | Alain Chamfort, Michel Pelay | 3:40 |
| B1. | Je t'appelle Mélancolie     | Jean-Michel Rivat | Alain Chamfort, Michel Pelay | 3:09 |

## Classements

### Classements hebdomadaires
| Classement (1972-1973)                  | Meilleure position |
| --------------------------------------- | ------------------ |
| Belgique (Wallonie Ultratop 50 Singles) | 11                 |
| France (IFOP)                           | 7                  |

## Historique de sortie
| Pays   | Date | Format   | Label          |
| ------ | ---- | -------- | -------------- |
| France | 1972 | 45 tours | Disques Flèche |